# Wolfgang Spanier
Wolfgang Spanier (* 30. Januar 1943 in Münster/Westfalen; † 18. April 2018 in Herford) war ein deutscher Politiker (SPD).

## Leben und Beruf
Nach dem Abitur 1962 in Münster absolvierte Spanier ein Lehramtsstudium der Philosophie und der Germanistik an der Westfälischen Wilhelms-Universität Münster, welches er mit dem ersten Staatsexamen für das Lehramt an Gymnasien beendete. Ab 1969 war er als Lehrer tätig und wirkte von 1989  bis 1994 als Schulleiter des Marianne-Weber-Gymnasiums in Lemgo.
Wolfgang Spanier war verheiratet und Vater zweier Kinder. Er verstarb am 18. April 2018 im Alter von 75 Jahren in Herford.

## Politische Tätigkeit
Spanier trat 1975 in die Sozialdemokratische Partei Deutschlands ein.
1984 bis 1994 gehörte Spanier dem Rat der Stadt Herford an. Von 1994 bis 2009 war er Mitglied des Deutschen Bundestages. Hier war er von 1998 bis 2005 stellvertretender Sprecher der Arbeitsgruppe Verkehr, Bau- und Wohnungswesen der SPD-Bundestagsfraktion. Seit 2005 war Spanier stellvertretender Sprecher der Fraktionsarbeitsgruppe Verteilungsgerechtigkeit und soziale Integration.
Wolfgang Spanier ist stets als direkt gewählter Abgeordneter des Wahlkreises Herford bzw. seit 2002 des Wahlkreises Herford – Minden-Lübbecke II in den Bundestag eingezogen. Bei der Bundestagswahl 2005 erreichte er hier 47,5 % der Erststimmen.
Zur Bundestagswahl 2009 trat Wolfgang Spanier nicht erneut zur Wahl an und schied somit aus dem Bundestag aus. Nachfolger als direkt gewählter Wahlkreisabgeordneter wurde Stefan Schwartze (SPD).
Seit 2010 leitete Wolfgang Spanier das Kuratorium Stiften und Erinnern in Herford, welches die Gedenkstätte Zellentrakt betreibt. 2016 wurde er von Friedel Böhse als Vorsitzender abgelöst.